# FSO Polonez Truck
FSO Polonez Truck – odmiana pick-up modelu Polonez, produkowana w latach 1988–2003 w trzech generacjach przez FSO-ZSD a następnie Nysa Motor. Lakierowanie i montaż ostateczny modeli kierowanych na eksport odbywał się w Warszawie.

## Początki
W 1981 roku zaprezentowano pierwszą dostawczą wersję FSO Poloneza. Auto było połączeniem kabiny 3-drzwiowego Poloneza z częścią bagażową Polskiego Fiata 125p pick-up. Ładowność auta wynosiła 550 kg + 2 osoby.

## Polonez Truck
W roku 1986 w FSO oraz w PIMot na zlecenie FSO, rozpoczęto prace konstrukcyjne nad nowym polskim samochodem dostawczym na bazie Poloneza. Prace zakończyły się w 1987 roku wybraniem wersji stworzonej przez FSO. Zastosowano w niej kabinę z wersji 3-drzwiowej do której zamocowana została pomocnicza pół rama, na której znajdowała się przestrzeń ładunkowa. Produkcję oficjalną nowego modelu rozpoczęto 1 stycznia 1988 roku w mieście Nysa.

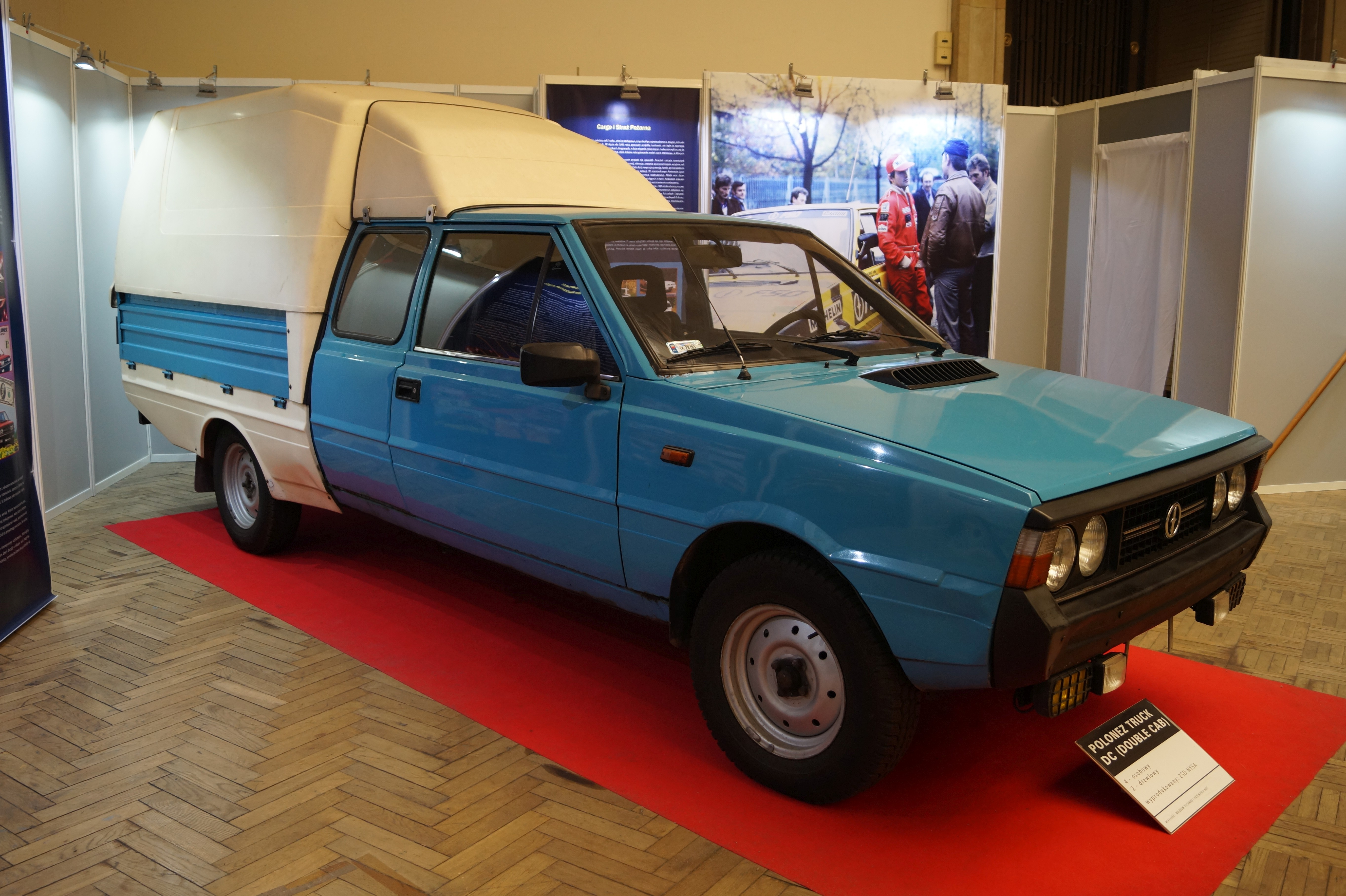
FSO Polonez Truck DC z przednimi okrągłymi światłami.

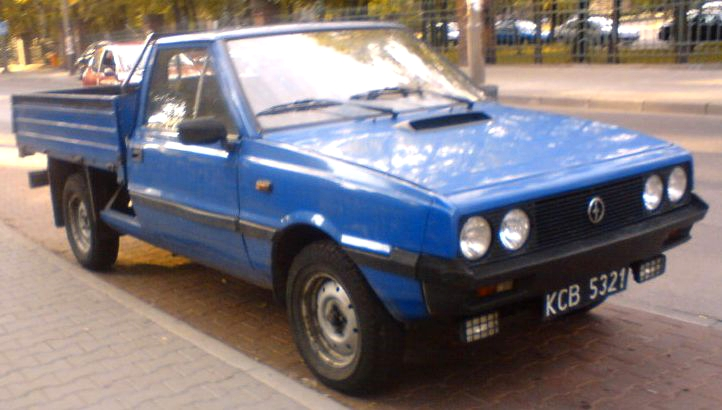
FSO Polonez Truck MR'89

Auto to sporadycznie sprzedawano z noskiem znanym z modeli Coupé czy też MR'89. Od początku do końca produkcji w 1992 roku montowano także przód tzw. klasyczny, znany z pierwszego modelu Poloneza z lampami okrągłymi (głównie eksport) lub lampami prostokątnymi.
W 1992 roku do gamy produkcyjnej dołączyła wersja DC z przedłużoną kabiną umożliwiającą przewóz 5 osób.
Na bazie Trucka powstał także prototyp Camping, który mógł pomieścić 4 osoby lub 2 + 745 kg.

### Silniki

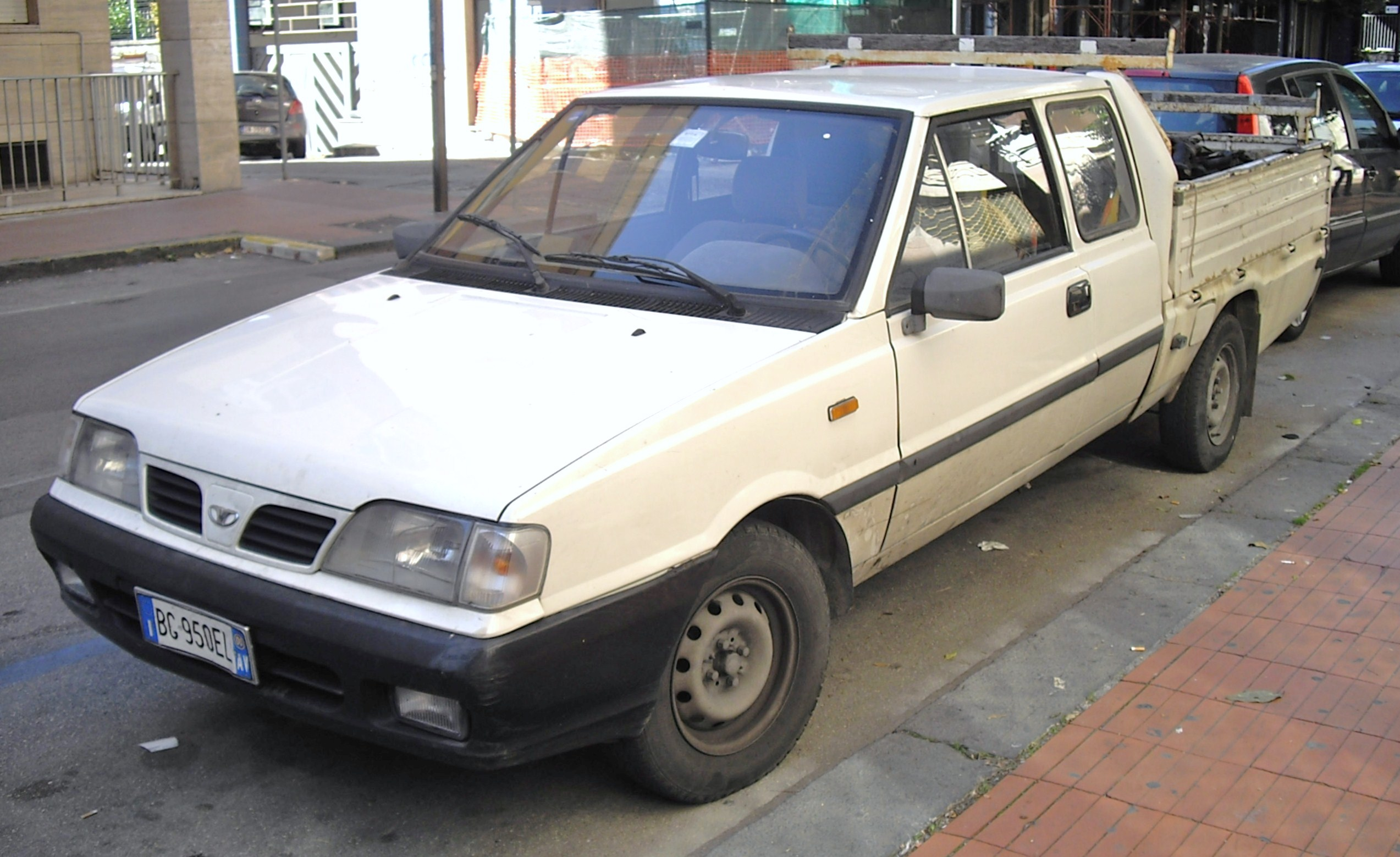
Daewoo Truck Plus DC we Włoszech

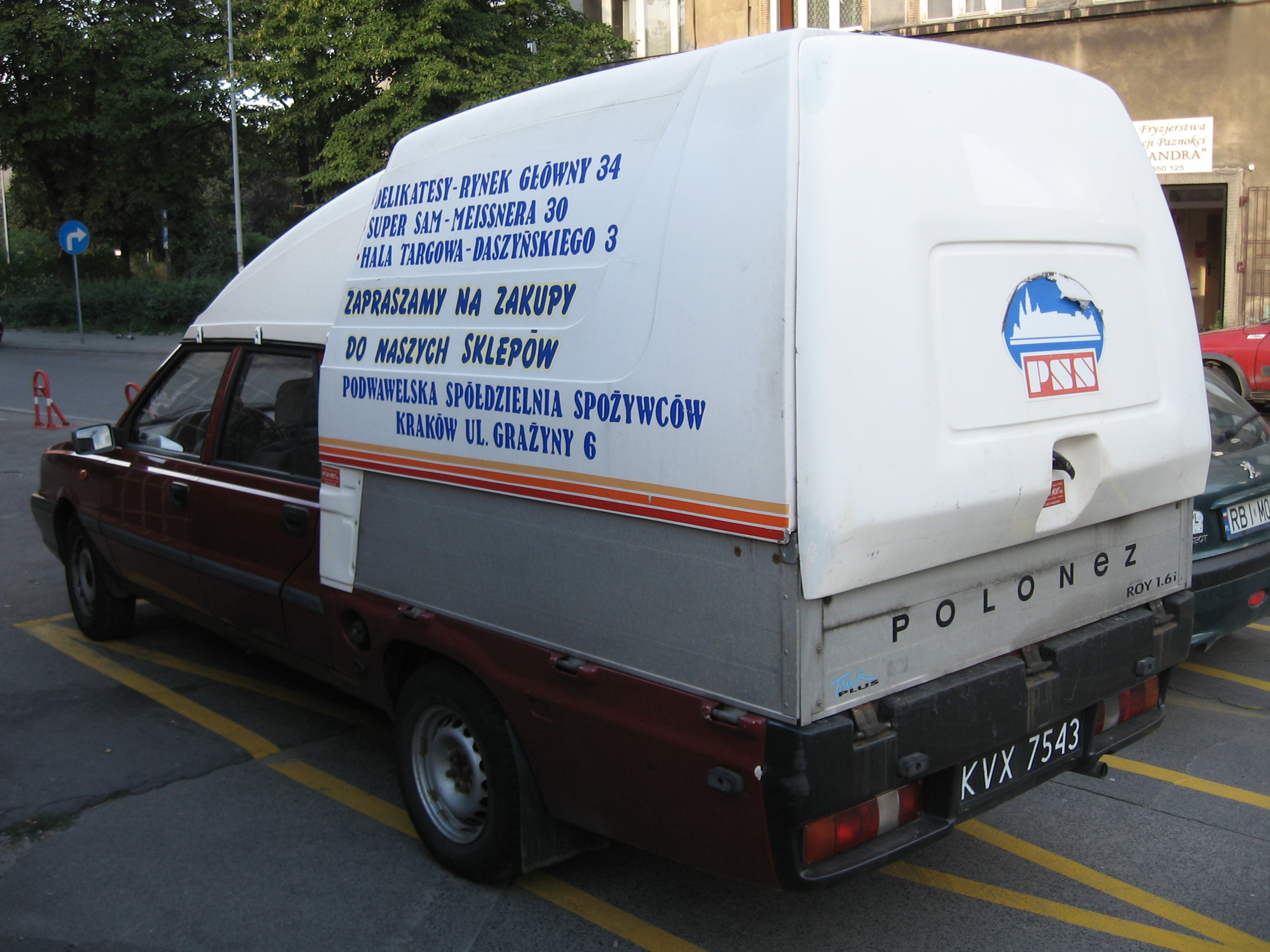
Daewoo-FSO Polonez Truck Plus ROY - tył pojazdu

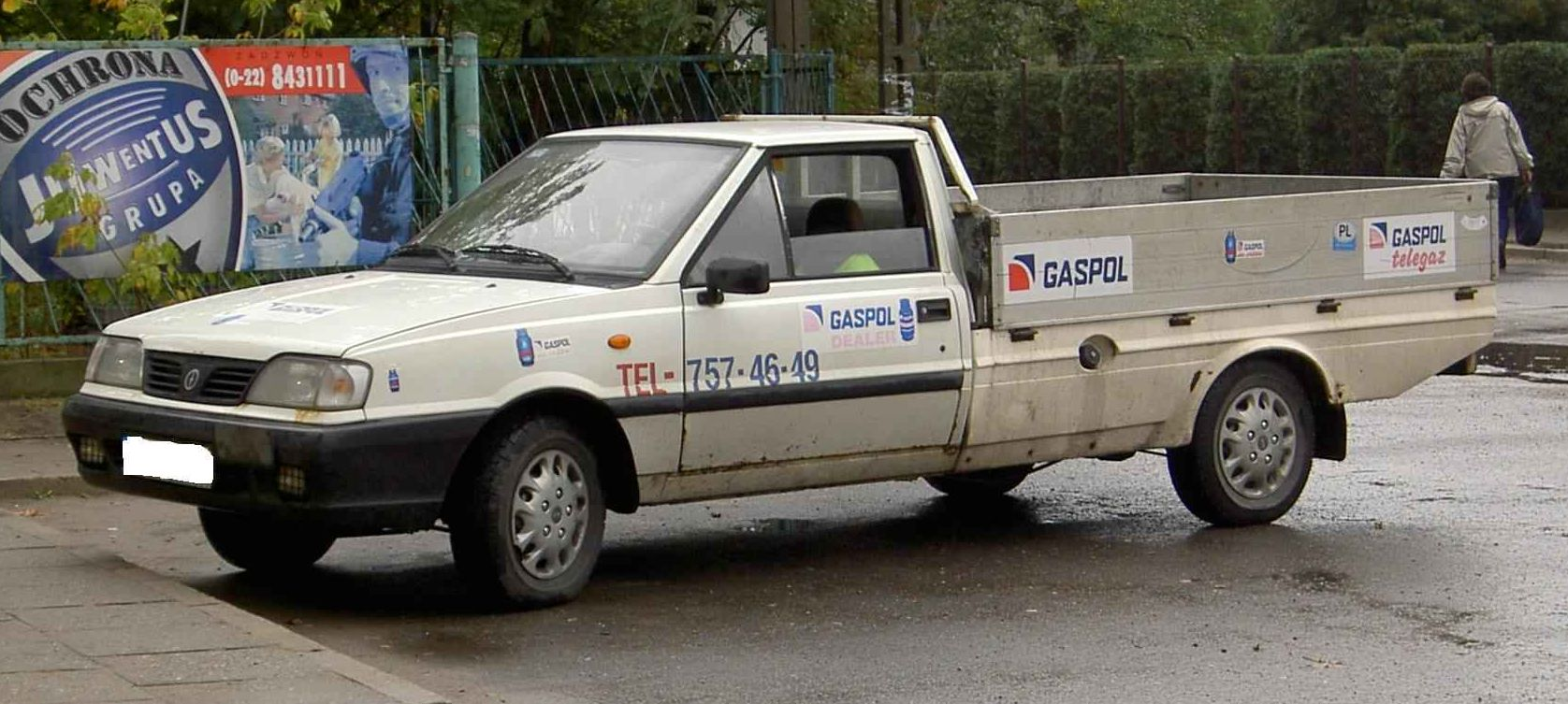
Daewoo-FSO Polonez Truck Plus LB z lat 1997-1999

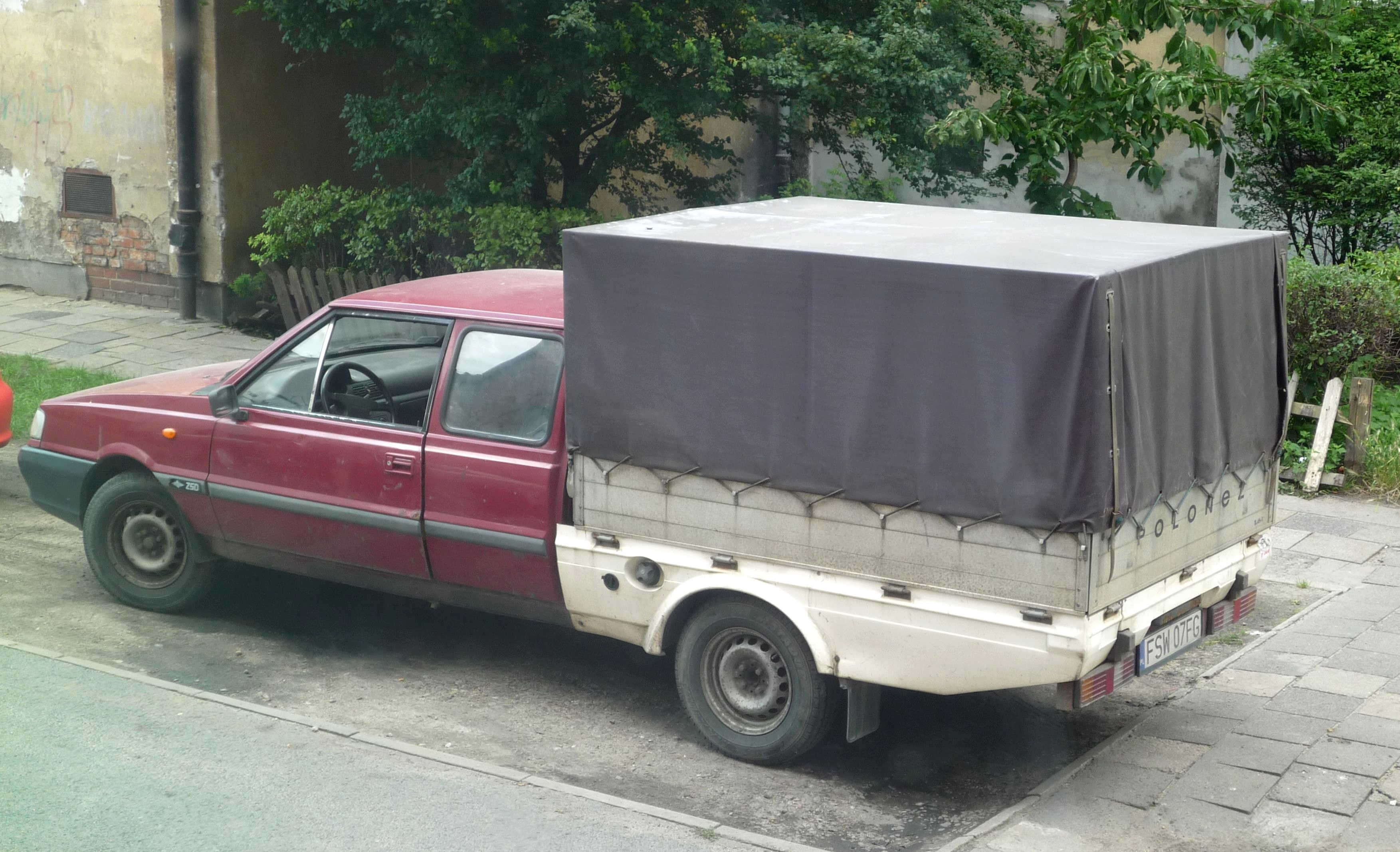
Daewoo-FSO Polonez Truck Plus DC 1.6 z lat 1997-1999

| Wersja                | Silnik:                   | Układ zasilania:        | Średnica × skok tłoka: | St. sprężania:     | Moc maksymalna:                    | Maks. moment obrotowy        | 0-100 km/h:        | V-max:             |
| Silniki benzynowe:    | Silniki benzynowe:        | Silniki benzynowe:      | Silniki benzynowe:     | Silniki benzynowe: | Silniki benzynowe:                 | Silniki benzynowe:           | Silniki benzynowe: | Silniki benzynowe: |
| --------------------- | ------------------------- | ----------------------- | ---------------------- | ------------------ | ---------------------------------- | ---------------------------- | ------------------ | ------------------ |
| 1500                  | R4 1,5 l (1481 cm³), OHV  | gaźnik Weber typ 34DCMP | 77 mm x 79,5 mm        | 9,2:1              | 82 KM (60,4 kW) przy 5200 obr./min | 113,8 N•m przy 3400 obr./min | b/d                | 130 km/h           |
| 1600                  | R4 1,6 l (1598 cm³), OHV  | gaźnik Weber typ 34DCMP | 80 mm x 79,5 mm        | 9,5:1              | 87 KM (65 kW) przy 5400 obr./min   | 130 N•m przy 4000 obr./min   | b/d                | 135 km/h           |
| Silniki wysokoprężne: |                           |                         |                        |                    |                                    |                              |                    |                    |
| 1900                  | R4 1,9 l (1905 cm³), SOHC | pompa wtryskowa Bosch   | 83 mm x 88 mm          | 23:1               | 70 KM (51 kW) przy 4600 obr./min   | 120 N•m przy 2000 obr./min   | b/d                | 130 km/h           |

### Eksport

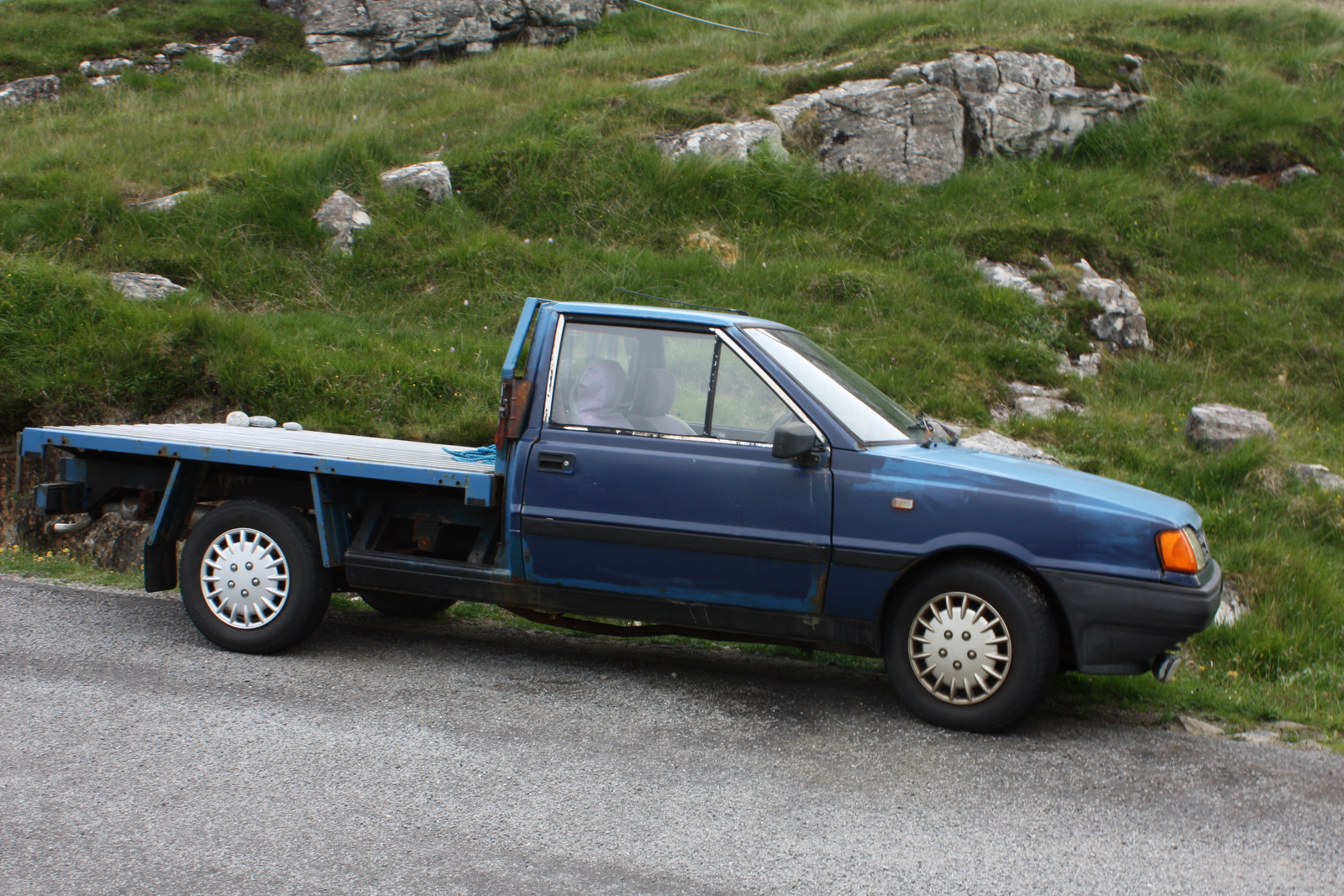
FSO Caro Pick-up ST, Hebrydy Zewnętrzne, Szkocja.

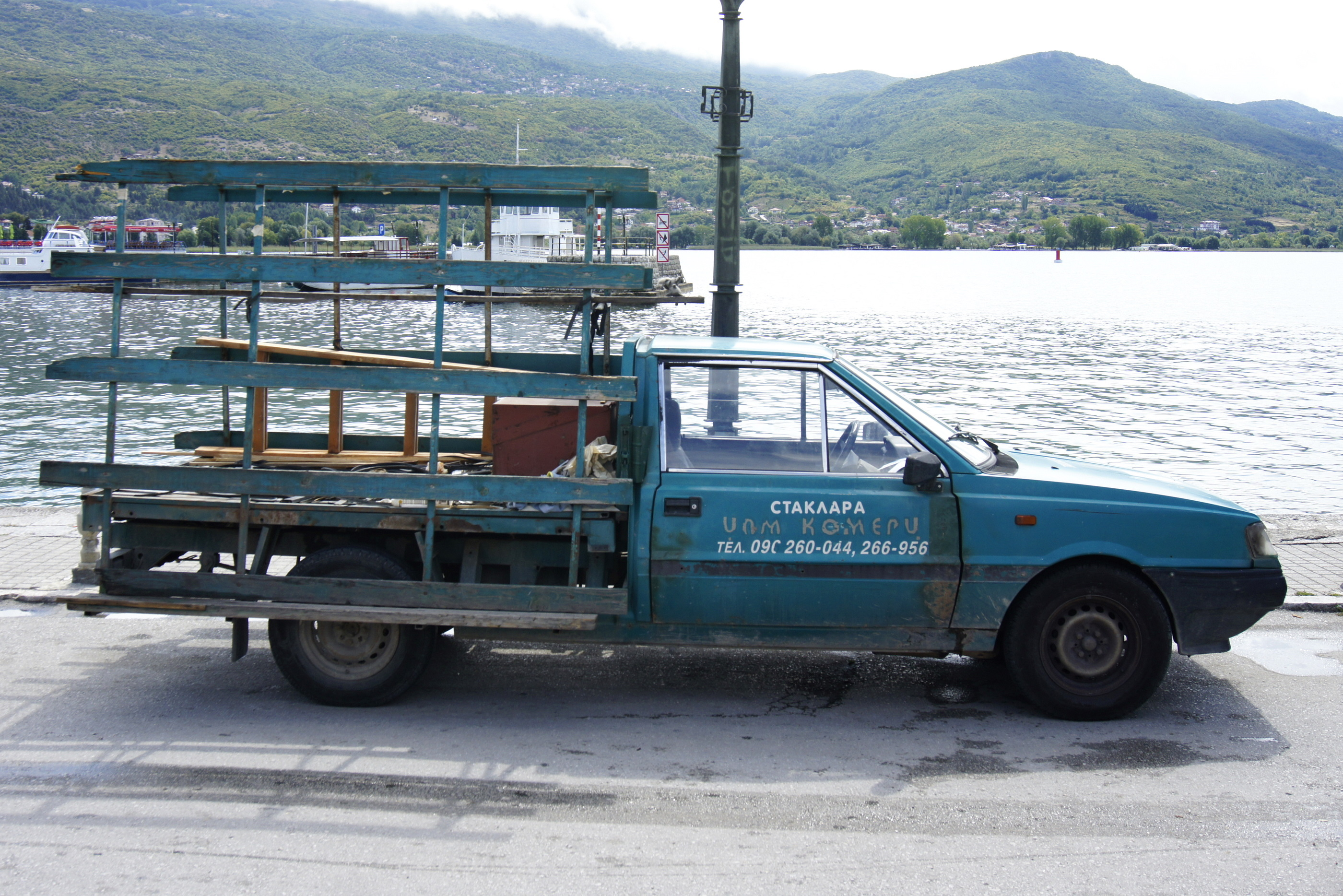
Z zabudową do przewozu tafli szkła w Macedonii

Polonez Truck eksportowany był do takich krajów jak:
- Węgry
- Holandia
- Wielka Brytania
- Francja
- Belgia

oraz także do innych krajów.
Na rynkach zagranicznych oferowany był pod nazwą „FSO Truck”.

### Wersje nadwozia

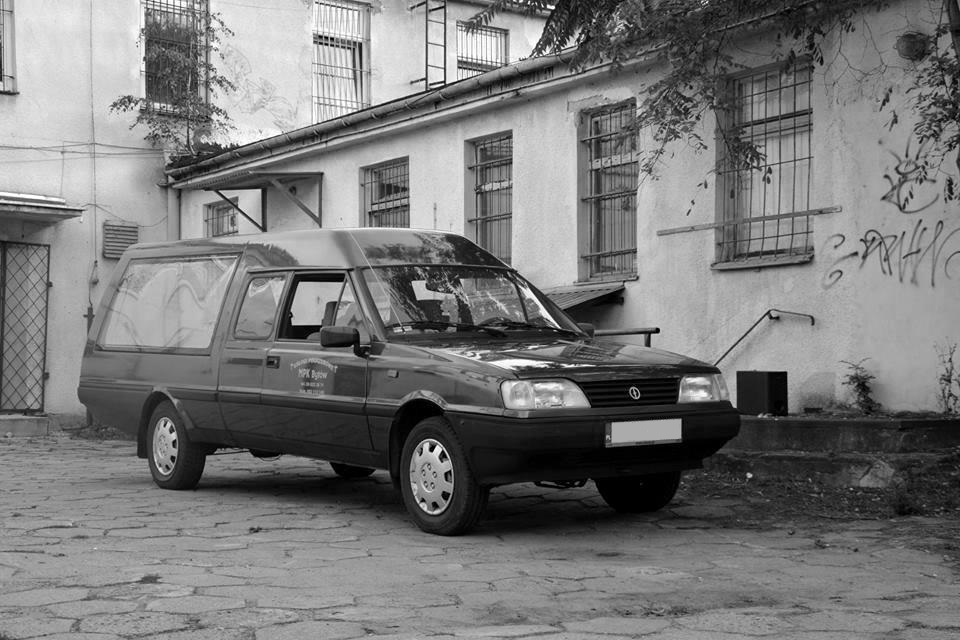
Polonez po konwersji na karawan - jeden z wariantów zabudowy firmy Bella.

| Wersja | Szczegółowy opis | Długość | Szerokość | Wysokość |
| ------ | ---------------- | ------- | --------- | -------- |
| ST     | Standard         | 4616 mm | 1650 mm   | 1468 mm  |
| LB     | Long Bed         | 5130 mm | 1650 mm   | 1468 mm  |
| DC     | Double Cab       | 5170 mm | 1650 mm   | 1505 mm  |

## FSO Polonez Truck z lat 1992-1997
FSO Polonez Truck z lat 1992–1997 – druga generacja Poloneza Trucka produkowana w latach 1992–1997 przez Zakład Samochodów Dostawczych FSO w Nysie.

### Historia

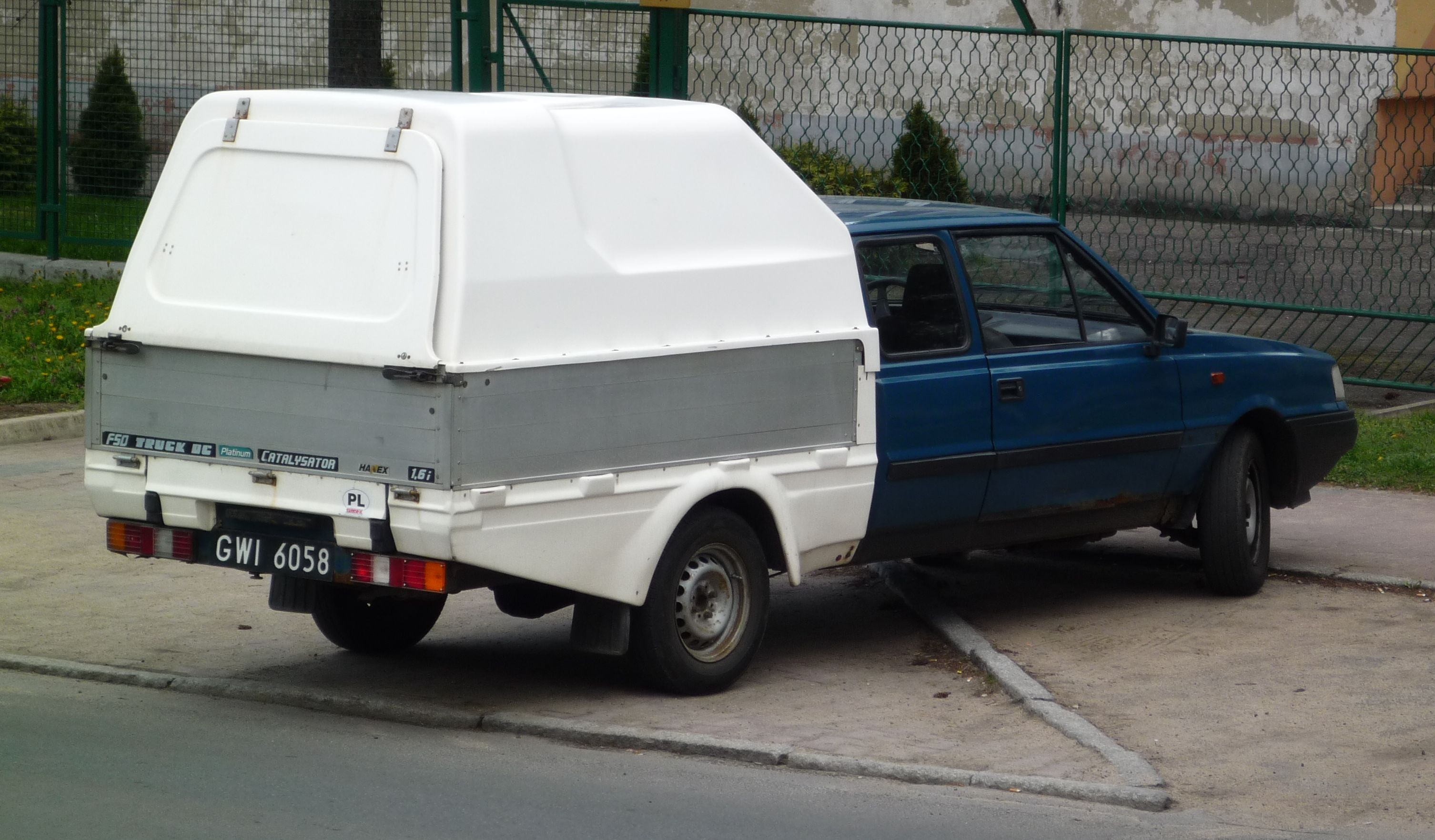
FSO Polonez Truck DC – tył pojazdu

Produkcję zmodernizowanego z wykorzystaniem rozwiązań zastosowanych w Caro MR'91, polskiego auta dostawczego rozpoczęto w 1992 r. w Nysie. W sprzedaży dostępne były wersje ST (standardowej długości), LB (przedłużona) oraz DC (kabina przedłużona 5 osobowa, część ładunkowa z modelu ST) oraz 3 wersje silnikowe 1.6 gaźnikowy lub z jednopunktowym wtryskiem paliwa oraz silnik Diesla 1.9.
W 1994 r. dokonano kolejnej modernizacji tym razem z wykorzystaniem elementów Poloneza Caro MR'93, pojawił się nowy zestaw wskaźników, dodatkowe nawiewy powietrza w środkowej części deski rozdzielczej (wszystkie o nowym kształcie), przemieszczono przyciski z konsoli środkowej pod zestaw wskaźników, zmieniono materiały tapicerskie wnętrza oraz ich kolorystykę, a także korbki szyb i klamki wewnętrzne zamieniono z metalowych i chromowanych na plastikowe o odcieniu czarnym. Z maski silnika zniknął plastikowy chwyt powietrza, którego rolę przejął nowy plastikowy pas podszybia w miejsce metalowego, dodatkowo środek maski uzyskał estetyczne przetłoczenie. Najważniejszą zmianą było zwiększenie o 60 mm rozstawu kół. W 1995 r. tak jak w Caro wycofano z produkcji silniki gaźnikowe. Produkcję zakończono w 1997 roku. Na bazie Trucka powstał także prototyp Kemping.

### Silniki
| Wersja                | Silnik:                   | Układ zasilania:              | Średnica × skok tłoka: | St. sprężania: | Moc maksymalna:                  | Maks. moment obrotowy      | 0-100 km/h: | V-max:   |
| --------------------- | ------------------------- | ----------------------------- | ---------------------- | -------------- | -------------------------------- | -------------------------- | ----------- | -------- |
| 1600 CB               | R4 1,6 l (1598 cm³), OHV  | gaźnik Weber typ 34S2C 16/100 | 80 mm x 79,5 mm        | 9,5:1          | 87 KM (64 kW) przy 5200 obr./min | 132 N•m przy 3800 obr./min | 19,0 s      | 130 km/h |
| 1600 CE               | R4 1,6 l (1598 cm³), OHV  | wtrysk Multec TBI 700         | 80 mm x 79,5 mm        | 9,5:1          | 80 KM (59 kW) przy 5000 obr./min | 125 N•m przy 3200 obr./min | 18,0 s      | 135 km/h |
| Silniki wysokoprężne: |                           |                               |                        |                |                                  |                            |             |          |
| 1900 EJ               | R4 1,9 l (1905 cm³), SOHC | pompa wtryskowa Bosch         | 83 mm x 88 mm          | 23:1           | 70 KM (51 kW) przy 4600 obr./min | 120 N•m przy 2000 obr./min | 19,0 s      | 130 km/h |

### Eksport
Polonez Truck eksportowany był do takich krajów jak:
- Wielka Brytania
- Francja
- Holandia
- Czechy
- Słowacja
- Urugwaj
- Węgry

oraz także do innych krajów.
Nazwy eksportowe:
- FSO Caro Truck (Francja)
- FSO Caro Pick-up (Wielka Brytania)
- FSO Cargo (Holandia)
- FSO Truck

Na rynkach zagranicznych FSO Polonez Truck oferowany był wyłącznie z silnikiem 1.9 GLD.

### Wersje nadwozia
| Wersja | Szczegółowy opis | Długość | Szerokość | Wysokość |
| ------ | ---------------- | ------- | --------- | -------- |
| ST     | Standard         | 4770 mm | 1650 mm   | 1465 mm  |
| LB     | Long Bed         | 5280 mm | 1650 mm   | 1468 mm  |
| DC     | Double Cab       | 5330 mm | 1650 mm   | 1505 mm  |

Wersje zabudowy 
- AGA 1 drzwiowa
- AGA 2 drzwiowa
- AGA oszklona
- Atarex 3 drzwiowa
- Centrum
- EMS 10
- Izoterma
- Wersja do zabudowy

## Daewoo-FSO Polonez Truck Plus
Daewoo-FSO Polonez Truck Plus – trzecia generacja Poloneza Trucka produkowana w latach 1997–2003 przez zakład Nysa Motor w Nysie.

### Historia modelu

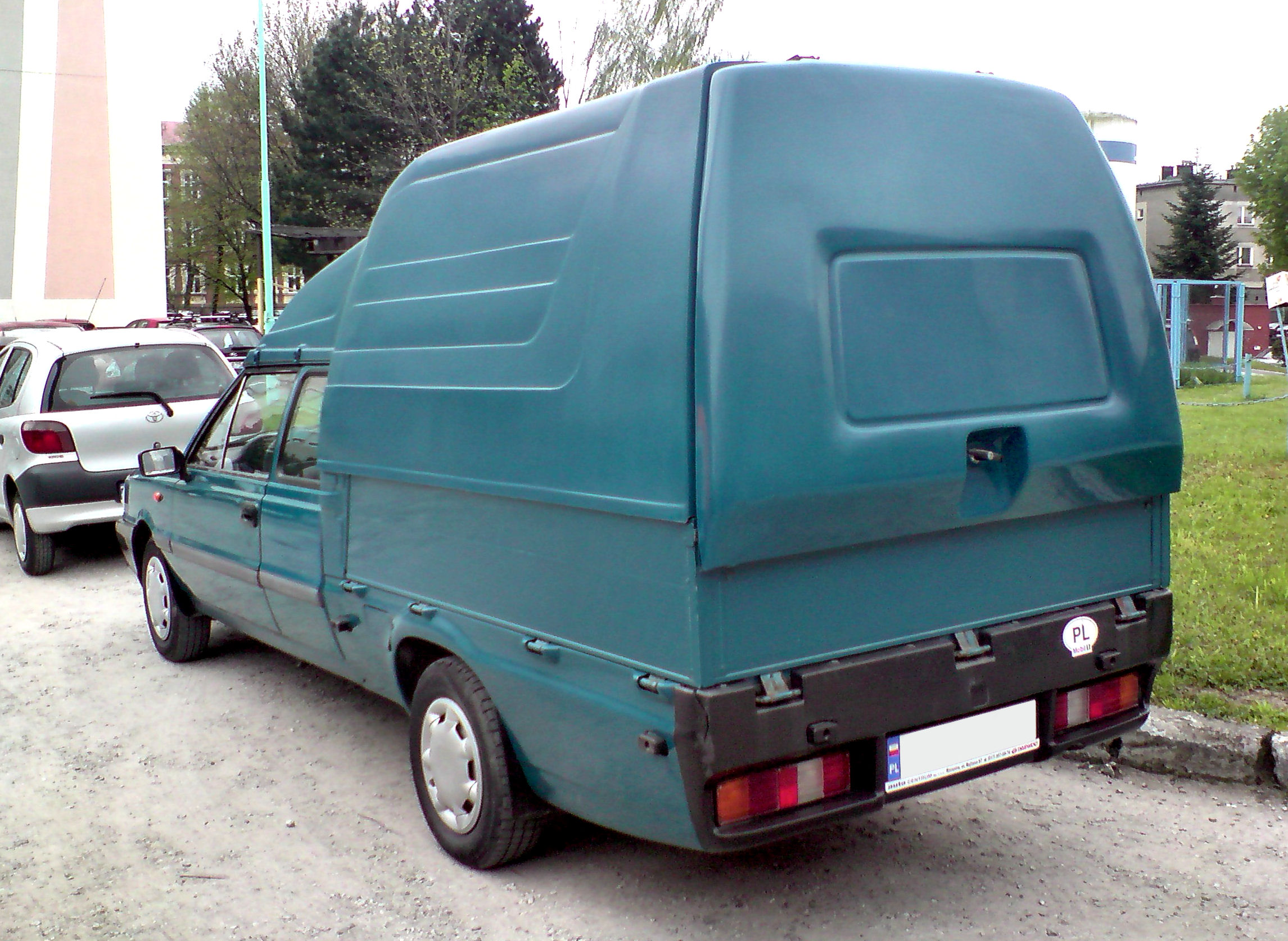
Daewoo-FSO Polonez Truck Plus – tył nadwozia

Produkcję zmodernizowanego na wzór Caro Plus, Trucka rozpoczęto w 1997 roku. W stosunku do poprzednika zmieniono wygląd zewnętrzny auta (zgodny z linią Plus), deskę rozdzielczą, oraz wnętrze. W silniku benzynowym nastąpiły te same zmiany co w modelach osobowych, wprowadzono wtrysk jednopunktowy firmy Bosch oraz hydrauliczną regulację zaworów. Auto dostępne było w odmianach ST, LB, DC oraz nowej wersji ROY (z długą 4-drzwiową kabiną, która pochodziła z modelu osobowego (krótkie drzwi przednie)).
Pod koniec 1998 roku Truck Plus doczekał się kolejnej modernizacji, podczas której zmodernizowano tylną cześć pojazdu. Wprowadzono nowe estetyczniejsze, lakierowane pod kolor nadwozia dolne burty, duży plastikowy zderzak tylny (czarny) z zespolonymi lampami, bezpieczniejszy i estetyczniejszy pałąk ochronny kabiny. Zastosowano również nowe klamki z wersji osobowej z jednym kluczykiem. Tak zmodernizowany Polonez Truck Plus otrzymał dodatkowe fabryczne (niehandlowe) oznaczenie P105.
Kolejna już mniej widoczna modernizacja nastąpiła w 2000 roku. Modernizacja ta miała na celu podniesienie jakości, wytrzymałości oraz komfortu podróżowania. Auto otrzymało wzmocniony tylny most, wzmocnione tylne zawieszenie (pogrubione 4 spośród 6 piór resoru), pogrubiono progi, zastosowano lepsze wyciszenie kabiny oraz kierownicę znaną z Poloneza Kombi.
W czerwcu 2002 roku zawieszono produkcję tego modelu, lecz ponownie ją uruchomiono w listopadzie 2002 roku, dzięki zamówieniom i sfinansowaniu produkcji przez dealerów Daewoo wyprodukowano partię 166 egzemplarzy w wersji ROY z silnikiem 1.9D z części pozostających w magazynach producenta. Po raz kolejny produkcja została wznowiona w marcu 2003 roku, również dzięki sfinansowaniu produkcji przez sprzedawców, polegającej na zapłacie za auta jeszcze przed wznowieniem procesu produkcyjnego. W ten sposób powstała ostatnia partia 288 Polonezów Truck Plus.
W Nysie Motor wyprodukowano łącznie 38 133 Trucków Plus.

### Silniki
| Wersja                | Silnik:                   | Układ zasilania:            | Średnica × skok tłoka: | St. sprężania: | Moc maksymalna:                  | Maks. moment obrotowy      | 0-100 km/h: | V-max:   |
| --------------------- | ------------------------- | --------------------------- | ---------------------- | -------------- | -------------------------------- | -------------------------- | ----------- | -------- |
| 1.6 i                 | R4 1,6 l (1598 cm³), OHV  | jednopunktowy wtrysk paliwa | 80 mm x 79,5 mm        | 9,5:1          | 84 KM (62 kW) przy 5000 obr./min | 130 N•m przy 3800 obr./min | b/d         | 135 km/h |
| Silniki wysokoprężne: |                           |                             |                        |                |                                  |                            |             |          |
| 1.9 D                 | R4 1,9 l (1905 cm³), SOHC | pompa wtryskowa             | 83 mm x 88 mm          | 23:1           | 70 KM (51 kW) przy 4600 obr./min | 120 N•m przy 2000 obr./min | b/d         | 130 km/h |

### Eksport
Kraje do których eksportowany był Truck Plus to:
- Algieria
- Angola
- Arabia Saudyjska
- Austria
- Czechy
- Egipt
- Grecja
- Jordania
- Macedonia Północna
- Maroko
- Niemcy
- Słowacja
- Sudan
- Syria
- Węgry
- Włochy

Truck Plus na rynkach zagranicznych sprzedawany był jako Daewoo Truck Plus, na przedniej atrapie miał logo Daewoo, natomiast na tylnej burcie logo Daewoo-FSO. Oferowano wersje wyposażone jedynie w silnik 1.9D.

### Wersje nadwozia
| Wersja | Szczegółowy opis | Długość | Szerokość | Wysokość |
| ------ | ---------------- | ------- | --------- | -------- |
| ST     | Standard         | 4770 mm | 1650 mm   | 1465 mm  |
| LB     | Long Bed         | 5280 mm | 1650 mm   | 1468 mm  |
| DC     | Double Cab       | 5330 mm | 1650 mm   | 1505 mm  |
| ROY    | 4 drzwiowy       | 5330 mm | 1650 mm   | 1505 mm  |

Wersje zabudowy
- AGA 1 drzwiowa
- AGA 2 drzwiowa
- Atarex 3 drzwiowa
- Centrum
- EMS 10
- Izoterma
- Wersja do zabudowy

## Polonez Truck w kulturze masowej
Werbus (Jacek Król), jeden z bohaterów filmów Vinci jeździ Polonezem Truckiem Plus ROY.